# Lanzadera del malato-aspartato

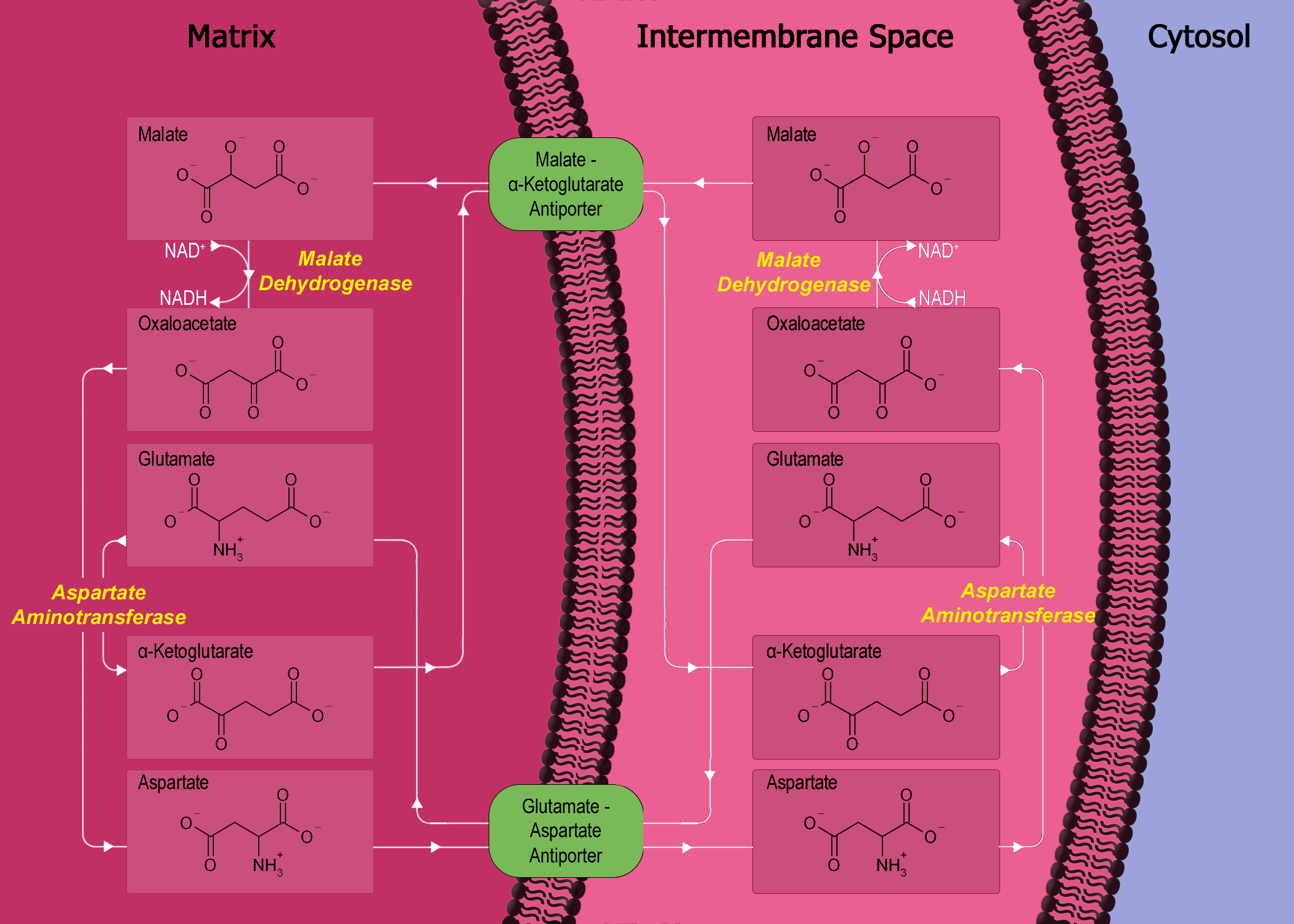
Lanzadera del malato-aspartato.

La lanzadera del malato-aspartato, a veces simplificado como lanzadera de malato, es un sistema bioquímico para translocar electrones de los conenzimas reducidos (NADH), producidos en el citosol durante la glucólisis, a través de la membrana interna semipermeable de la mitocondria, donde puede participar en la fosforilación oxidativa en eucariotas. Estos electrones ingresan a la cadena de transporte de electrones de la mitocondria a través de equivalentes de reducción para generar ATP. El sistema de lanzadera es necesario porque la membrana interna mitocondrial es impermeable al NADH, el principal equivalente reductor de la cadena de transporte de electrones. Para sortear esto, el malato transporta los equivalentes reductores a través de la membrana.

## Componentes
Además del NAD+/NADH y el malato y el aspartato que le dan su nombre, en la lanzadera malato-aspartato intervienen el oxaloacetato, el alfa-cetoglutarato y el glutamato. Además, la lanzadera consta de varios componentes proteicos (enzimas, transportadores), que son:
- La enzima malato deshidrogenasa de la matriz mitocondrial y del espacio intermembrana y el citosol (hay dos isoformas, una mitocondrial y otra citosólica).[3]
- La enzima aspartato aminotransferasa, que es una transaminasa ubicada en la matriz mitocondrial y en el espacio intermembrana.[3]
- El transportador de malato-alfa-cetoglutarato, que es un transportador antiportador (introduce una molécula mientras elimina otra) de la membrana mitocondrial interna. También se le llama transportador de dicarboxilato.[3]
- El transportador de glutamato-aspartato, otro transportador antipuerto de la membrana mitocondrial interna.[3]

## Reacciones

Reacciones de la lanzadera del malato. La membrana representada es la membrana mitocondrial interna.

La principal enzima transportadora es la malato deshidrogenasa. La malato deshidrogenasa está presente en dos formas en esta lanzadera: como malato deshidrogenasa mitocondrial y como malato deshidrogenasa citosólica. Las dos malato deshidrogenasas tienen diferente estructura y ubicación, y catalizan su reacción en direcciones opuestas. Por lo tanto, esta lanzadera es bidireccional.
Primero, en el citosol, la malato deshidrogenasa reacciona con el oxaloacetato y el NADH para producir malato y NAD+ (se regeneró el NAD+ citosólico). En este proceso, dos átomos de hidrógeno del NADH y un H+ adicional pasan a formar parte del oxaloacetato, que se convierte así en malato. El malato recolectó dos electrones del NADH, ya que el átomo de hidrógeno pasa como un ion hidruro (:H-).
Una vez formado el malato, actúa el primer transportador antipuerto (malato-alfa-cetoglutarato), que importa malato del citosol a la matriz mitocondrial y al mismo tiempo exporta alfa-cetoglutarato de la matriz al citosol.
Una vez que el malato está en la matriz actúa sobre el la malato deshidrogenasa mitocondrial, que lo convierte en oxaloacetato, y durante la reacción un NAD+ mitocondrial recoge un átomo de hidrógeno (un hidruro de dos electrones) y se libera un protón, por lo que se reduce a NADH + H+. Ahora tenemos NADH dentro de la mitocondria formado gracias a los equivalentes de reducción del citosol. El NADH podrá ceder sus electrones en la cadena de transporte de electrones, lo que dará como resultado el bombeo de protones, la creación de un gradiente quimiosmótico y la activación de la ATP sintasa, que sintetizará ATP en la fosforilación oxidativa.
El oxaloacetato formado en la reacción anterior no tiene transportador para volver al citosol. Ahora será transformado en aspartato por la enzima mitocondrial aspartato aminotransferasa. La reacción es una transaminación con el glutamato. El glutamato cede su grupo amino al oxalacetato, transformándolo en aspartato, mientras que al perder ese grupo el glutamato se transforma en alfa-cetoglutarato.
Interviene ahora el segundo transportador antipuerto; es el transportador de glutamato-aspartato, que importa glutamato del citosol y lo lleva a la matriz mitocondrial y exporta aspartato de la matriz y lo lleva al citosol. Una vez en el citosol, el aspartato se convierte en oxaloacetato en una reacción catalizada por la aspartato aminotransferasa citosólica.
El efecto neto de la lanzadera de malato-aspartato es una reacción redox: el NADH citosólico se oxida a NAD+ y el NAD+ de la matriz se reduce a NADH. El NAD+ ahora puede volver a entrar en la glucólisis, donde se volverá a reducir a NADH y el NADH en la matriz se oxidará a NAD+ cediendo sus electrones a la cadena de transporte de electrones.